# David Gutiérrez
David Gutiérrez de Coz (ur. 6 lutego 1980 w Sewilli) – hiszpański piłkarz występujący na pozycji obrońcy w CD Lugo.